# ساندرو وانلو
ساندرو وانلو (انگلیسی: Sandro Vanello؛ زادهٔ ۱۵ فوریهٔ ۱۹۴۸) بازیکن فوتبال اهل ایتالیا است.
از باشگاه‌هایی که در آن بازی کرده‌است می‌توان به باشگاه فوتبال هلاس ورونا، باشگاه فوتبال اینتر میلان، باشگاه فوتبال پالرمو، و باشگاه فوتبال بولونیا اشاره کرد.